# Osiek Wielki
Osiek Wielki je mjesto u Velikopoljskom vojvodstvu, (povjat kolski), u središnjoj Poljskoj, u općini Osiek Mały.
Naselje je postojalo još u 14. stoljeću, a sada ima 950 stanovnika.
Od 1975. do 1998. godine, selo je pripadalo prijašnjem Koninskim vojvodstvu.